# Ba Bể (jezero)
Jezero Ba Bể (vietnamsko Hồ Ba Bể; Ba pomeni tri, Bể je iz besede pé v jeziku Tay, kar pomeni "jezero") je največje naravno jezero v Vietnamu. Leži v občini Nam Mẫu, okrožje Ba Bể, provinca Bắc Kạn v severovzhodni regiji države.
Jezero, ki je nastalo pred približno 200 milijoni let, je obdano z apnenčastimi pečinami, ki segajo do višine 1600 metrov, te pa pokrivajo primarni gozdovi. Sam jezerski sistem obsega 3 sisteme dolin (od tod tudi ime) imenovane Pé Lầm, Pé Lù in Pé Lèng. Reka Năng vstopa v jezero preko velikega slapa, imenovanega Đầu Đẳng.
Jezero Ba Bể je predstavljena geografska znanost in je rezervoar biotske raznovrstnosti. Je del narodnega parka Ba Bể.
Je dom številnim živalim in rastlinam.
Posebne znamenitosti so jama Puông (predvsem zaradi netopirjev), Thác Đầu Đẳng (slap) in legendarni Otok vdove.

## Geografske lastnosti
Celotno območje jezera Ba Be leži znotraj meja občine Nam Mau, okrožje Ba Bể, provinca Bac Kan. Jezero leži 70 km severozahodno od mesta Bac Kan.
Jezero Ba Bể je nastalo v loku reke Gam, teren je razgiban in razrezan z gorami, visokimi od 1400 do 1600 m in izmenjujočimi se dolinami. Jezero je nastalo pred več kot 200 milijoni let. Kontinentalna tektonika jugovzhodne Azije ob koncu kambrijskega obdobja je sredi apnenčastih gora prinesla ogromno vodno telo s površino približno 5 milijonov m² in debelino več kot 30 m, kar je ustvarilo jezero Ba Bể.
Jezero je na nadmorski višini približno 145 m, z vodno površino več kot 650 hektarjev, obdano z apnenčastimi gorami s številnimi jamami in podzemnimi tokovi. Povprečna globina jezera je v deževnem obdobju 20-25 m, v sušnem obdobju pa lahko pade na približno 10 m.
V jezeru so tudi trije otoki, imenovani Án Mã, Khẩu Cúm in Po Gia Mải (dobesedno »Otok vdove«). Razteza se na dolžini 9 km.
Jezero oskrbujeta dve majhni reki, reki Cho Leng in reki Nam Cuong, nato pa se izliva v reko Nang. Voda v jezeru se giblje s hitrostjo okoli 0,5 m/s. V sezoni poplav se hitrost poveča na 2,5-3 m/s. 

## Legenda o jezeru Ba Bể
Že dolgo je bilo jezero Ba Be pomemben del življenja ljudstva Tay v regiji. To se odraža v legendah in festivalih v kulturi.
Legenda o jezeru Ba Bể:
Nekoč je živela revna starka. Vaščani ji niso zaupali, ker se je zdela umazana in grda. Na srečo sta ji na koncu priskočila na pomoč dobrosrčna mama in njen sin.
Resnica je bila, da je bila stara gospa vila. Materi in sinu je povedala, da bo vas in okolico prizadela naravna katastrofa. Kljub njenim opozorilom ji nihče ni verjel, razen mame in sina, ki sta začela graditi čoln.
Naslednjo noč je vas zajela strašna nevihta.
Mati in sin, ki sta svoj čoln predhodno pripravila, sta preživela in rešila številne ljudi pred utopitvijo.
Vas je bila nato potopljena v vodo in se postopoma oblikovala v sedanje jezero Ba Bể.

## Vrednost in status
Največja vrednost jezera Ba Bể je njegova edinstvena geološka pokrajina, izjemna geomorfološka vrednost in velika vrednost biotske raznovrstnosti. Leta 1995 je Svetovna konferenca o sladkovodnih jezerih, ki je potekala v ZDA, jezero Ba Bể priznala kot eno od 20 posebnih sladkovodnih jezer na svetu, ki jih je treba zaščititi. Konec leta 2004 je bil nacionalni park Ba Bể priznan kot park dediščine ASEAN. 27. septembra 2012 je predsednik vlade podpisal "Odločbo št. 1419/QD-TTG", s katero je slikovito pokrajino jezera Ba Bể razvrstil kot posebno nacionalno relikvijo.
Okolje jezera Ba Be je z bogato vegetacijo in divjimi živalmi zdaj resno ogroženo zaradi izkoriščanja mineralov, zlasti rudnikov železa v jezerski kotlini. Čeprav je nacionalni park Ba  Bể uredil več kot 10.000 hektarjev pod zaščito agencije, je izvrševanje še vedno tako pomanjkljivo, da so nekateri znanstveniki vznemirili, da je jezero »mrtvo«.
- Hồ Ba Bể
- Tišina na jezeru
- pogledom na gorski gozd
- Jama Puông
- Slap Thác Đầu Đẳng
- Otok vdove